# Серра, Фредерик
Фредери́к Серра́ (фр. Frédéric Serrat; род. 15 марта 1977, Грас) — французский боксёр, представитель полутяжёлой и первой тяжёлой весовых категорий. Выступал за сборную Франции по боксу в 1997 году, серебряный призёр чемпионата мира, обладатель бронзовой медали Средиземноморских игр, победитель и призёр турниров международного значения. В период 1998—2005 годов боксировал также на профессиональном уровне.

## Биография
Фредерик Серра родился 15 марта 1977 года в городе Грас департамента Приморские Альпы, Франция.

### Любительская карьера
На любительском уровне наибольшего успеха добился в сезоне 1997 года, когда одержал победу на чемпионате Франции в зачёте полутяжёлой весовой категории и вошёл в основной состав французской национальной сборной, после чего принял участие в нескольких крупных международных соревнованиях. В частности, дошёл до четвертьфинала на Кубке Акрополиса в Афинах, выиграл бронзовую медаль на Средиземноморских играх в Бари, победил на Играх франкофонов в Антананариву и на международном турнире «Таммер» в Тампере. На чемпионате мира в Будапеште завоевал награду серебряного достоинства, уступив в решающем финальном поединке россиянину Александру Лебзяку.

### Профессиональная карьера
По окончании успешного сезона в любительском боксе Серра покинул расположение французской сборной и в январе 1998 года дебютировал на профессиональном уровне. Боксировал преимущественно на территории Франции, побеждая всех предлагаемых ему соперников. Дважды выезжал в США, где один бой выиграл и один проиграл. Завоёвывал титулы чемпиона Франции среди профессионалов во второй средней и первой тяжёлой весовых категориях.
Имея в послужном списке 20 побед и только одно поражение, в 2003 году Серра удостоился права оспорить вакантный титул чемпиона Европейского союза по версии EBU в первом тяжёлом весе, но в Германии проиграл техническим решением немцу Рюдигеру Маю (35-2-1).
В ноябре 2004 года в Италии встретился с непобеждённым итальянцем Джакоббе Фрагомени (16-0) в бою за вакантный титул интернационального чемпиона по версии Всемирного боксёрского совета (WBC) — противостояние между ними продлилось все отведённые 12 раундов, в итоге судьи решением большинства отдали победу Фрагомени.
Последний раз боксировал на профессиональном уровне в ноябре 2005 года, когда в Великобритании вышел на ринг против британца Карла Томпсона (33-6) и уступил ему по очкам в десяти раундах.